# Nhà thờ Thánh Anna ở Rychvald
Nhà thờ Thánh Anna ở Rychvald (tiếng Séc: Kostel svaté Anny v Rychvaldě) là một nhà thờ Công giáo La Mã được xây dựng vào thế kỷ 16. Nhà thờ thuộc giáo phận Ostrava-Opava, tọa lạc ở Rychvald, huyện Karviná, vùng Moravskoslezský, Cộng hòa Séc. Thánh đường này có tên trong danh sách các di tích văn hóa cấp quốc gia.

## Lịch sử
Làng Rychvald lần đầu được nhắc đến qua các văn bản lịch sử vào năm 1305. Ban đầu, một nhà thờ bằng gỗ ở làng Rychvald đã bị thiêu rụi trong trận hỏa hoạn năm 1535. Năm 1596, một nhà thờ Tin lành được xây dựng bằng gạch theo phong cách kiến trúc Gothic - Phục hưng ở một địa điểm mới (địa điểm ngày nay). Sau đó, công trình này bị hư hại và buộc phải đóng cửa trong cuộc chiến tranh Ba Mươi Năm. Năm 1688, nhà thờ được chuyển giao cho giáo hội Công giáo và được sửa sang lại. Giám mục Filip Gotthard Schaffgostsch đã thánh hiến nhà thờ dành riêng cho Thánh Anna vào năm 1759.
Nhà thờ Thánh Anna ở Rychvald được trùng tu vào năm 1883 và trong giai đoạn 1906 - 1911. Năm 2012, nhà thờ tiếp tục được sửa chữa và phục hồi toàn diện. Đồng thời, một cuộc nghiên cứu khảo cổ cũng diễn ra tại đây vào năm 2012.